# Pilea scripta
Pilea scripta är en nässelväxtart som först beskrevs av Buch.-ham. och David Don, och fick sitt nu gällande namn av Hugh Algernon Weddell. Pilea scripta ingår i släktet pileor, och familjen nässelväxter. Inga underarter finns listade i Catalogue of Life.